# A Thousand Trees
A Thousand Trees è un singolo del gruppo rock gallese Stereophonics, pubblicato nel 1997 ed estratto dal loro primo album in studio Word Gets Around.

## Tracce
Tutte le tracce sono state scritte da Kelly Jones, Richard Jones e Stuart Cable, eccetto dove indicato.
- CD 1

1. A Thousand Trees – 3:03
2. Carrot Cake & Wine – 4:27
3. A Thousand Trees (Live at Oxford Zodiac 23.3.97) – 3:39

- CD 2 - Acoustic EP

1. A Thousand Trees
2. Home to Me
3. Looks Like Chaplin
4. Summertime (George Gershwin, DuBose Heyward)

- 7" (vinile)

1. A Thousand Trees – 3:03
2. Carrot Cake & Wine – 4:27